# Keynesianizmus
Keynesianizmus névvel illetjük a John Maynard Keynes brit közgazdász által a 20. században kidolgozott gazdasági elméletet. Az általa létrehozott keynesiánus közgazdaságtani irányzatot napjainkban a poszt-keynesiánusok és az új keynesiánok viszik tovább.

## Keynes közgazdaságtana
A keynesi elmélet kiindulópontjának az 1936-ban kiadott "A foglalkoztatás, a kamat és a pénz általános elmélete" című könyvet tartjuk, melyet gyakran csupán az "Általános elmélet"-ként emlegetnek.
A keynesi gazdasági modell a vegyes gazdaságokat helyezi előtérbe, ahol mind az állami, mind pedig a magánszektor fontos szerepet játszik. A modell szemben áll a laissez-faire-típusú gazdaság eszméjével, amely amellett tett hitet, hogy a magánszektor és a piac az állam beavatkozása nélkül is – hosszú távon – működőképes.
Keynes elmélete szerint makroszinten érvényesülő trendek a döntőek, amelyek fölülírják a mikroszinten (az egyének szintjén) meghozott döntéseket.
Ahelyett, hogy a gazdasági fejlődést a hosszú távon a várható gazdasági növekedés határozná meg, ahogyan számos klasszikus közgazdász hitte a 18. század második felében, Keynes a javak iránt megnyilvánuló aggregált kereslet fontosságát hangsúlyozta, különösen gazdasági visszaesés esetén. A mellett érvelt, hogy a kormánynak lehetősége van arra, hogy a makroszinten megnyilvánuló keresletet ösztönözze, s ezáltal küzdjön a munkanélküliség és az 1930-as évek alatt röviden megtapasztalt defláció ellen.
A keynesiánus gazdaságtan központi következtetése az, hogy a kibocsátást és a foglalkoztatást nem jellemzi olyan magától végbemenő tendencia, amely a teljes foglalkoztatás irányába mutatna. Ez Keynes szerint ellenkezik a klasszikus közgazdaságtan tanaival, valamint azon iskolák állításaival, mint a kínálati oldali közgazdaságtan, vagy az osztrák iskola. Ez utóbbiak azt feltételezték, hogy a gazdaság magától az egyensúlyi állapot felé tart, ha korlátozzák a pénzmennyiséget. A neoklasszikus közgazdaságtan szerint, amely a keynesi makroszintű elképzeléseket egy mikroszintű alappal kombinálja, árszabályozással elérhető az általános egyensúly.
Még általánosabban: Keynes teóriáját általánosan értelmezte, ahol az erőforrások fölhasználása lehet nagy- vagy kismértékű is, míg a korábbi közgazdaságtani elméletek mind az erőforrások legteljesebb fölhasználására törekedtek.

## Történelmi háttér
John Maynard Keynes az egyike volt azon jelentős gondolkodóknak, akik észrevették az ő idejükben divatos elméletekben és föltételezésekben egyre csak növekvő hézagokat. Keynes a közgazdasági elmélet két fő tartóoszlopát kérdőjelezte meg: egyrészt azt, hogy a pénznek biztos alapra van szüksége (ilyen volt az aranystandard), valamint Say törvényét, amely azt állította, hogy a kereslet csökkenése csupán az ár csökkenéséhez vezet, anélkül, hogy a kibocsátásra és a foglalkoztatottságra hatást gyakorolna. Keynes, politikai nézeteit tekintve, nem volt forradalmár. Üzlet- és vállalkozópárti volt, de kritikus volt az uzsorásokkal és a spekulánsokkal szemben, ami összefüggésben állt fábiánus nézeteivel. "Új", vagyis modern liberális volt.
A versailles-i békeszerződéssel kapcsolatos tapasztalatai voltak azok, amelyek a korábbi elméletekkel való szakításra ösztönözték. A béke gazdasági következményei („The Economic Consequences of the Peace”, 1920) c. könyvében nem csak a szerződés gazdasági vonatkozásait írta le úgy, ahogyan látta, hanem a döntéshozókat is. A könyv alapján Keynes olyan közgazdászként lett ismert, akinek megvannak a politika befolyásolásához szükséges gyakorlati képességei. Az 1920-as években számos könyvet és cikket publikált az állami hatalom hatásairól és a nagy gazdasági trendekről, megalkotva a monetáris politika fogalmát, amely több a valuta egy rögzített érték mellett való megtartásánál. Egyre inkább meggyőződésévé vált, hogy a gazdasági rendszerek nem tudják maguktól elérni a „termelés optimális szintjét”. Ezt fejezi ki szállóigévé vált mondása, mely szerint: „Hosszú távon mind halottak vagyunk”. Ez arra utal, hogy édesmindegy, hogy hosszú távon a termelés szintje az optimum felé tart, mert ez a táv igencsak hosszú táv. Azonban sem bizonyítékkal, sem formulával nem rendelkezett ezzel kapcsolatban.
A húszas évek végén, az első világháborút követő erőtlen újjáépítést követően, a világgazdaság megroppant. Miután nemzetközi szinten is visszaesett a kereslet, előtérbe kerültek az aranystandard rendszerét, az önjavító piacok ideáját és a termelést, mint meghatározó tényezőt hangsúlyozó elméletek kritikái. Több tucatnyi iskola versengett egymással. Sőt, néhányan a Szovjetuniót hozták fel követendő példaként, mondván, hogy ez a sikeres tervgazdaság elkerülte a kapitalista világot sújtó katasztrófát. Sokan így a szocializmust tartották a járható útnak. Többen pedig a Mussolini vezette fasiszta Olaszországtól vártak csodákat.
Ebbe a tülekedésbe csöppent bele Keynes, aki nem ígért forradalmi átalakulást, viszont azt igen, hogy megmenti a kapitalizmust. Egy egyszerű tézissel állt elő: a gyárak száma és a közlekedési hálózat nagysága bőven meghaladja azt, amire a fizetni tudó embereknek szüksége van. A probléma a keresleti oldalon van – állította.
Sok közgazdász viszont a mellett érvelt, hogy az üzleti bizalommal van a gond, és nem a túl alacsony kereslettel. Szerintük a megoldás a kormányzati kiadások és a bérek radikális csökkentése, így állítva vissza az üzleti bizalmat és hajlandóságot a munkanélküliek alkalmazására. Mások egyszerűen csak azt mondták, hogy a dolgok maguktól visszazökkennek a kerékvágásba, és miután leépülnek a fölösleges termelői kapacitások, véget ér a Nagy Válság.

## Keynes és a klasszikusok
Keynes magyarázata szerint a gazdaságban a foglalkoztatást és a kibocsátást az aggregált kereslet határozza meg. Say-törvényének megfordításaként Keynes (erősen leegyszerűsítve) azt mondja, hogy az „ember maga teremti meg a saját ellátását”. A legfelső határt a teljes foglalkoztatottság jelenti.
A „klasszikus” gazdasági elméletben – Keynes használta ezt a kifejezést az Általános Elmélet megfogalmazása előtt – az árváltozásokra úgy reagál a kereslet, hogy a teljes foglalkoztatottság fönnmaradjon. Keynes, a harmincas években tapasztalt drasztikus kereslet- és kibocsátáscsökkenésre hivatkozva azt állította, hogy bármit is mondjon az elmélet, ez az önjavító mechanizmus nem működik a valóságban.

### Bérek és kiadások
A gazdasági világválság idején tapasztalt gazdasági visszaesést a klasszikus elmélet egyszerűen azzal magyarázta, hogy a termelésre nem hatottak elég erős ösztönző erők. A tömeges munkanélküliséget eszerint csak a túl magas és merev reálbérek okozták. A megoldás a bércsökkentés.
Keynes szerint a bérek hatása kissé bonyolultabb. Először is amellett érvelt, hogy a munkaadók és a munkavállalók nem a reál-, hanem a nominálbérek mértékét illetően egyeznek meg. Nehéz volna csökkenteni a nominálbéreket, mivel ezt törvények és bérszerződések korlátozzák. Ezt még a klasszikus közgazdászok is elismerték, akik Keynesszel szemben amellett érveltek, hogy el kell törölni a bérek alsó korlátait, a szakszervezeteket és a hosszú távú szerződéseket, így növelve a munkaerőpiac rugalmasságát. Keynes azonban azt állította, az emberek nem tűrnék el a nominálbérek csökkentését, még szakszervezetek híján sem lennének hajlandóak ilyesmire mindaddig, amíg a többi bér- és az általános árszint csökkenését nem látják (Keynes azon jóslata, mely szerint a tömeges munkanélküliség szükséges ahhoz, hogy a fontsterlingben adott fizetések a háború előtti, aranyban mért szintre deflálódjanak, az 1920-as években beigazolódott).